# In pari turpitudine melior est causa possidentis
In pari turpitudine melior est causa possidentis, bezeichnet den Grundsatz, dass bei Sittenverstoß beider Parteien der streitige Gegenstand bei dem Empfänger oder Besitzer verbleibt.
Im römischen Recht wies die Regel darauf hin, dass der Prätor keine Kondiktion gewährt. Damit verblieb nicht nur die Sache beim Empfänger, sondern auch das Geld dort, wo es gerade war. Die Regel mag auf der Überlegung beruht haben, dass diejenigen, die sich außerhalb der Rechtsordnung stellten, keinen Rechtsschutz verdienten.

## Schweiz
Der Grundsatz, dass bei gleich sittenwidrigem Verhalten beider Beteiligter die Rechtslage der besitzenden Partei die bessere ist, finden sich in Art. 66 des Schweizerischen Obligationenrechts (OR). Er durchzieht das gesamte Recht der ungerechtfertigten Bereicherung und muss als allgemeiner Grundsatz insbesondere bei Ansprüchen nach Art. 648 OR (aktienrechtliche Klage aus ungerechtfertigter Bereicherung) gestützt auf Art. 2 des Schweizerischen Zivilgesetzbuches (ZGB), aber auch im Zusammenhang mit Art. 754 OR beachtet werden (cf. BJM 5/2008, p 263 oben).

## Deutschland
Im deutschen Bereicherungsrecht bestimmt § 817 Satz 2 BGB, dass in Leistungsbeziehungen eine Rückforderung aufgrund ungerechtfertigter Bereicherung ausgeschlossen ist, wenn neben dem Empfänger auch dem Leistenden ein Verstoß gegen ein gesetzliches Verbot oder gegen die guten Sitten zur Last fällt, es sei denn, dass die Leistung in der Eingehung einer Verbindlichkeit bestand; das zur Erfüllung einer solchen Verbindlichkeit Geleistete kann nicht zurückgefordert werden.